# Închisoarea Vác

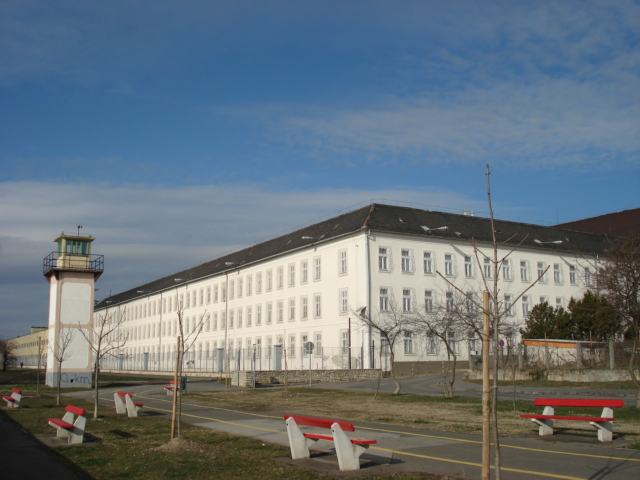
Închisoarea Vác

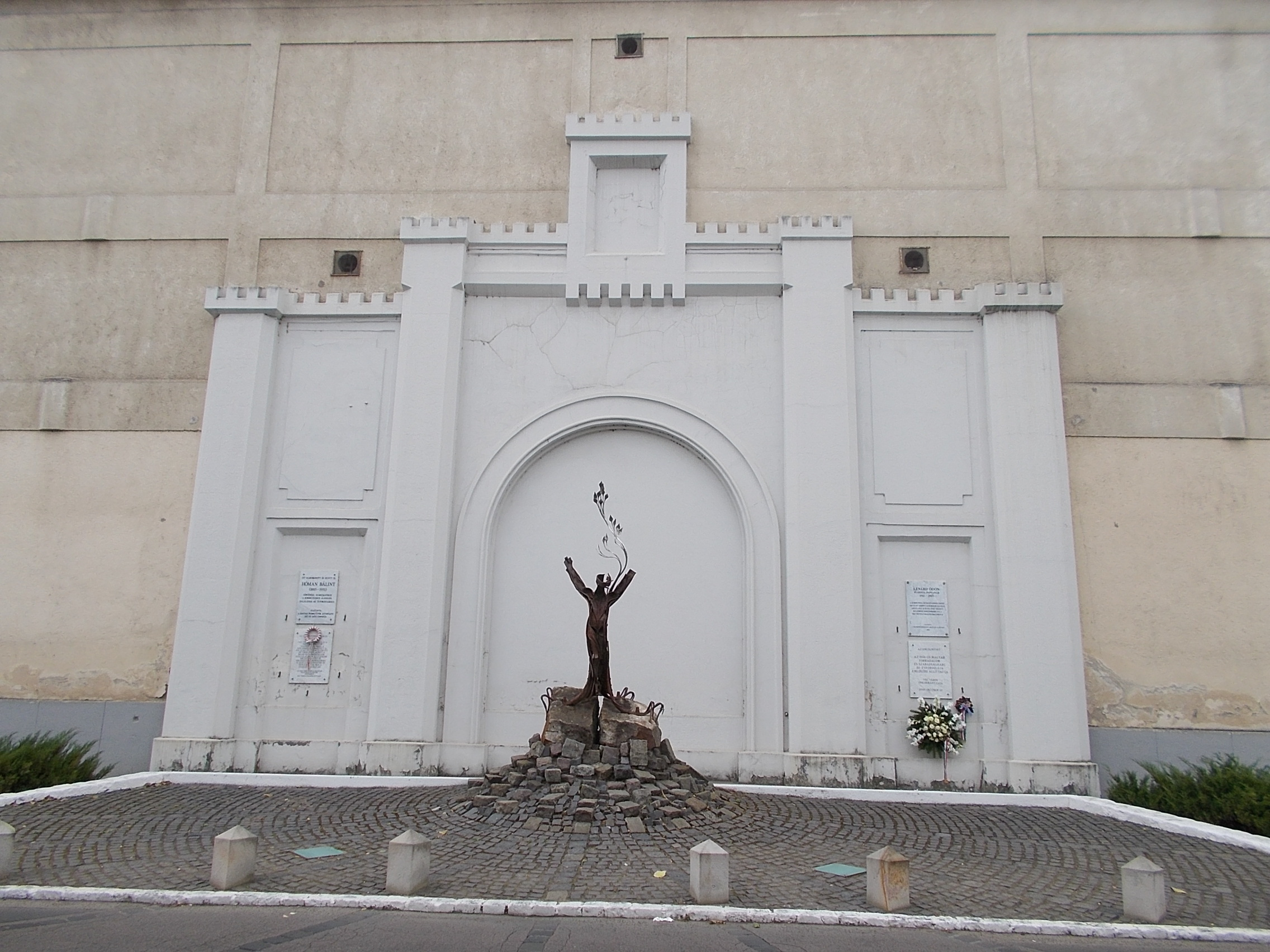
Monumentul dedicat Revoluției Ungare din 1956, inaugurat în 2006 pe zidul exterior al închisorii

Închisoarea Vác [a se pronunța „Vaț”] (în maghiară Váci Fegyház és Börtön) este un penitenciar din orașul Vác din județul Pest, cu o bogată istorie.

## Istoric

### Personalități române deținute la Vác
Mai multe personalități ale istoriei și culture române au trecut prin închisoarea de la Vác. Publicistul Alexandru Roman a fost condamnat la un an de închisoare pentru publicarea Pronunciamentului de la Blaj (1868) și a fost închis la Vác până în 1870.
Scriitorul și jurnalistul Ioan Slavici a fost condamnat în 1888 la un an de închisoare și amendă pentru trădare și agitație împotriva statului, din cauza articolelor prin care apăra drepturile românilor. A fost deținut timp de un an (1888-1889) în regim semideschis la temnița de la Vác. Slavici a relatat în volumul de memorii „Închisorile mele” că peste drum de închisoare era și o capelă ortodoxă, care se ținea de episcopia sârbească de Buda. Slujba o făcea un preot sârbesc, care știa și românește, și într-o strană se cânta românește, iar în cealaltă sârbește. Duminicile și zilele de sărbători mergea cu soția și cu copilul său la liturghie „mai ales să ascultăm corurile, care erau foarte bine organizate.” Slavici s-a aflat în raporturi cordiale cu directorul închisorii.
O parte din semnatarii Memorandumului Transilvaniei, condamnați în 1894 la încarcerarea pe diferite termene, au trecut prin închisoarea de la Vác. Valeriu Braniște a fost încarcerat acolo în martie 1895, intrând în conflict cu noul director al închisorii, după ce a redactat proteste în limba română împotriva brutalității acestuia. El a fost eliberat în iunie 1896, după aproape 15 luni de detenție, în urma unei amnistii. Badea Cârțan a călătorit de mai multe ori la Seghedin și la Vác pentru a-i vedea pe memorandiștii deținuți acolo, plângându-se: „La grădina-n Seghedin / Plâng florile de iasomin / De răsună ulița / Și tremură temnița. / De la Seghedin la Vaț / Numai drumuri de la frați / Numai lacrimi, jale, dor / Pe fețele tuturor”. Directorul închisorii din Vác, István Balkay, l-a bănuit că ar fi spion și i-a interzis să mai intre în incinta închisorii, iar badea Cârțan s-a așezat la poarta de intrare și a început să cânte din fluier o doină de jale, spre surprinderea trecătorilor.
Avocatul și publicistul român Cassiu Maniu, care a publicat în 1903 în ziarul Tribuna din Sibiu un articol intitulat „O ideie injustă, nelegitimă și nejuridică: Ideia de stat unitar național maghiar”, a fost arestat, judecat sumar și condamnat la un an de închisoare, ispășindu-și pedeapsa în perioada 1 aprilie 1903 - 1 mai 1904 într-o celulă a închisorii din Vác. Ulterior, după ce i-a trimis în 1907 șase scrisori lui Bjørnstjerne Bjørnson, în care expunea drepturile românilor asupra întregului teritoriu cuprins între Tisa și Nistru, a fost arestat, judecat sumar și condamnat la un termen de an închisoare, pe care l-a ispășit tot la Vác în perioada 1 decembrie 1909–1 ianuarie 1911.

### Deținuți politici maghiari
Între deținuții politici maghiari ai închisorii s-au numărat scriitorul Árpád Göncz, devenit ulterior primul președinte al Ungariei de după căderea comunismului, psihologul Ferenc Mérei ș.a. 

## Conducătorii instituției
| - Margets Károly (1855-1867) - Czóbel Pál (1867-1870) - Galsay Kovách Ernő (1870-1874) - Varga János (1874-1885) - Galsai Kovách Ernő (1885-1890) - Andrássy Sándor (1890-1890) - Balkay István (1890-1906) - Gedeon Emil (1906-1922) - Dr. Rusztek Lajos (1922-1935) - Dr. Schüszler Rezső (1935-1939) - Dr. Verőczey Béla (1939-1947) - Lt.-col. dr. Debreczeni Jenő (1947-1949, 1956) - Lt.-col. Lehota István (1950-1953) | - Lt.-col. Kormányos József (1954-1955) - Cpt. Gáspár Márton (1955-1960) - Cpt. Végvári Sándor (1960-1962) - Lt.-col. Béres István (1962-1965) - Col. Horváth Sándor (1965-1978) - Lt.-col. Szucsik István (1978-1983) - Col. Demjén János (1983-1989) - Col. Vörös Ferenc (1990-1991) - Col. dr. Klenyán Mihály (1991-1994) - Col. dr. Rissai Nándor (1994-2002) - Col. Vatai Gyula (2002-2011) - Gen. de brigadă Kopcsik Károly (2011-) |